# SAIC-GM-Wuling
SAIC-GM-Wuling Automóvil (上汽通用五菱汽车股份有限公司 y abreviado como SGMW) es una alianza entre SAIC Motor, General Motors y Liuzhou Wuling Motors Co Ltd. establecida en Liuzhou, Región Autónoma de Guangxi Zhuang, en el suroeste de China. Es un fabricante de vehículos comerciales y de pasajeros, vendidos en China bajo las  marcas Wuling y Baojun respectivamente. Es un importante productor en masa dentro del interior de China, ya que en 2011 SGMW vendió 1 millón 286 vehículos, 1 millón 445 mil en 2012, y tiene como objetivo vender 2 millones de automóviles al año. Su gama de ofertas va desde los US$5 000 hasta los US$10 000.
SGMW también es uno de los más grandes fabricantes chinos de microfurgones (llamados van en Latinoamérica). Conocidos localmente como mianbao che, o “coches de pequeña caja de pan,” estos pequeños vehículos comerciales no son más grandes que un coche compacto y tienen buenas ventas en la zonas pobres del interior Chino. Uno de sus microfurgones más populares es el Wuling Shunshine, del cual se comercializaron más de 450.000 unidades por año.

## Historia
Mientras las camionetas Wuling se han fabricado desde 1982; para 1986 la compañía predecesora de Wuling, Liuzhou Automotive Industry Corporation, había logrado un acuerdo con Mitsubishi Motors para ensamblar el tipo L100 de Mitsubishi Minicab. Originariamente, el 90% de las partes se importaban, pero gradualmente se aumentó el contenido de  piezas locales. A esta pequeña furgoneta se le denominó la Liuzhou Wuling LZ 110.
En 2002, se formó el joint venture SAIC-GM-Wuling, contando SAIC con el 50,1% de las acciones, GM con 34%, y Grupo Wuling con un 15,9%. Wuling transfirió la producción de microvans y camiones pequeños a la compañía nueva. Desde al menos 2008, GM buscó aumentar su propiedad, logrando su objetivo hacia 2011. Su participación aumentó al 44% - dejando a Wuling con el 5.9%.
En 2010, SGMW creó una marca de automóviles de pasajeros para competir contra productos locales, Baojun. La compañía ha vendido un vehículo de pasajeros, el Chevy Chispa, desde al menos 2007, aun así.
A finales de  2012, diez años después de la formación de la joint venture, SGMW abrió una fábrica nueva para la producción de coches de pasajeros Baojun en Liuzhou, Región Autónoma de Guangxi Zhuang , lista para producir 400.000 unidades por año. Se está construyendo una fábrica con capacidad para el mismo número de trenes de potencia.
Adquisición de Etsong

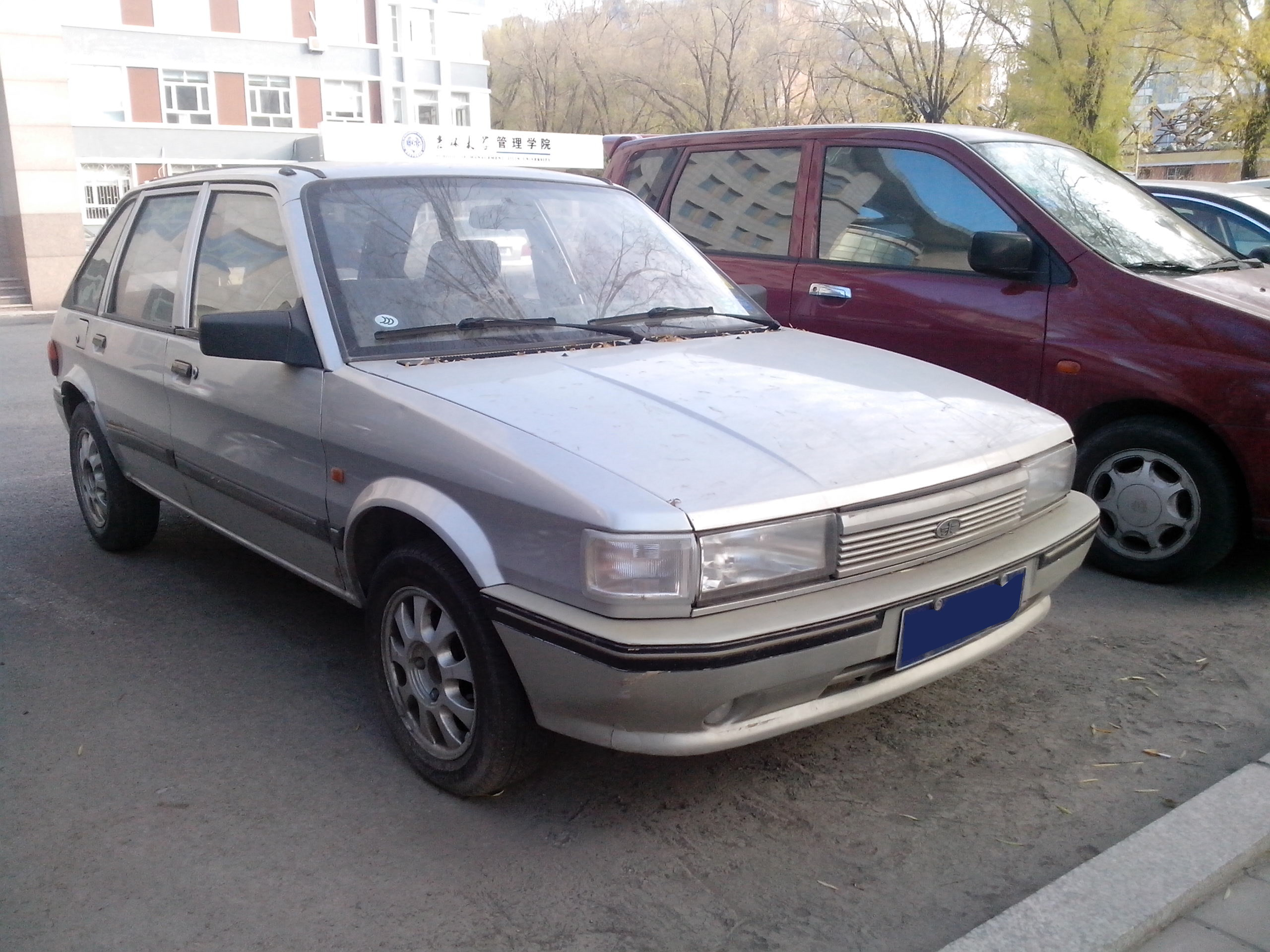
FAW Jiefang CA6400UA, un chino-construyó Maestro

Más conocida por sus pequeñas ofertas, en 2005 SGMW adquirió la diminuta Etsong Vehicle Manufacturing, una empresa  de fabricación a pequeña escala basada en Qingdao, China. La fábrica fue originalmente instalada en 1997 por una compañía de tabaco china y fue entonces utilizada brevemente por los First Automobile Works (FAW Jiefang) antes de que el grupo SAIC se hiciera cargo de la fábrica. Desde el 2000, se han producido un número de amalgamas de Austin Maestro/Montego bajo la placa de Etsong Lubao y Etsong Lande, pero SGMW  no recomienza la producción de estos modelos envejecidos modelos después de la absorción. En cambio, la fábrica aumentó la capacidad de producción de mini-vehículos SGMW.
Baojun

Quizás como culminación del sueño de GM de fabricar un coche de "granjero", se creó la marca Baojun 2010 y con el objetivo de vender a los consumidores de ciudades chinas de tercer y cuarto nivel. Estas ciudades chinas grandes y medianas no se cuentan entre las cuatro grandes en términos de población y contribución al PIB.
Baojun actualmente compite por los clientes con marcas locales como Chery y Geely. Sus dos ofertas incluyen, en 2012, el 630, un sedán pequeño cuatro puertas y el minicoche Lechi. El último es una versión actualizada de la primera generación del  Daewoo Matiz y era anteriormente vendido bajo el la marca Chevrolet. Durante la transición entre marcas, el Lechi estuvo ofrecido tanto por Chevrolet, como por Baojun.

## Productos
Microfurgos

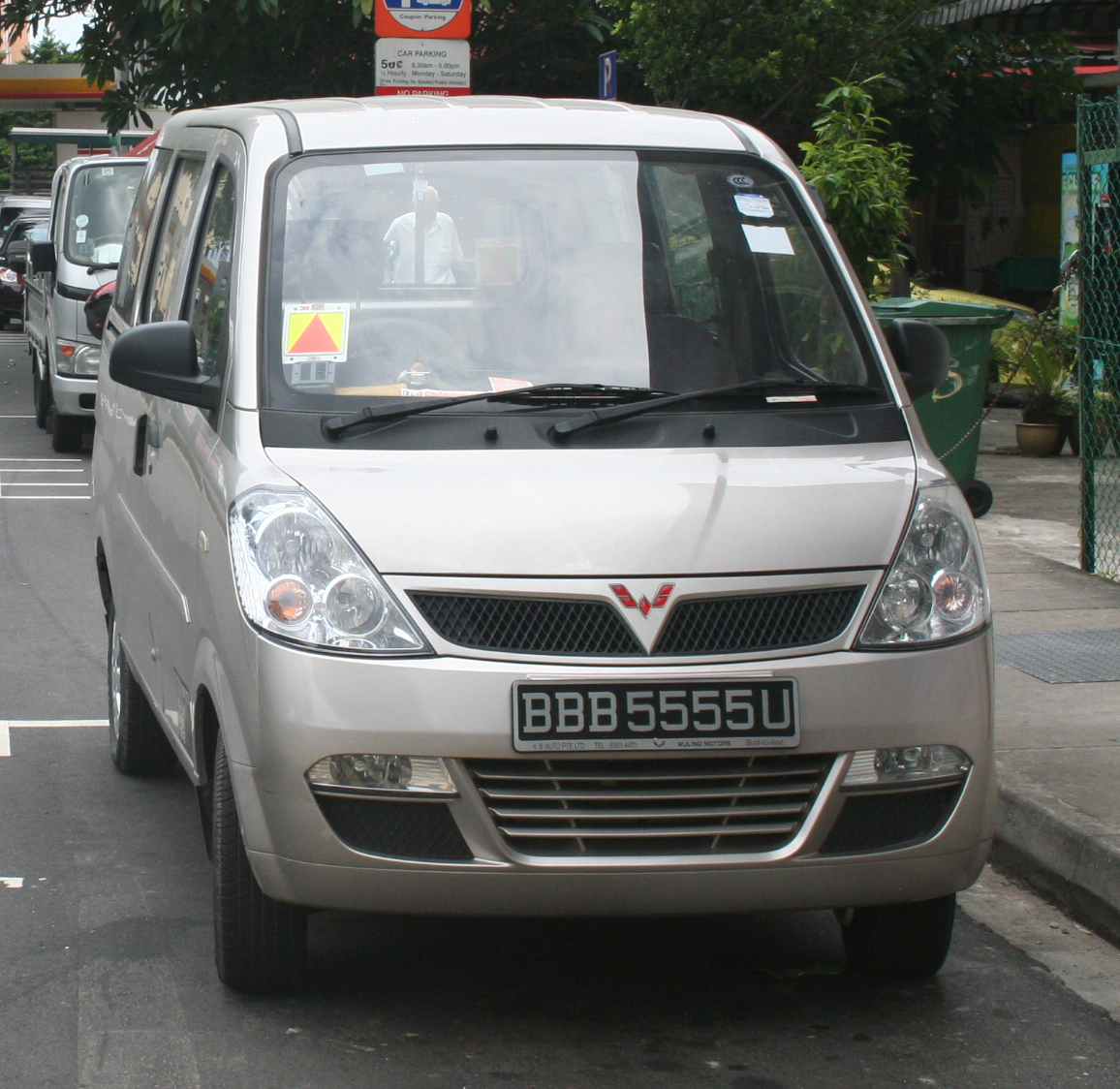
Wuling Hongtu (LZW 6381)

- Wuling Sunshine LZW 6371-6376/6390 (LWB)/1027 (pickup) - a veces se refiere a él como el Wuling Zhiguang (之光)
- Wuling Rongguang (remozado de la furgoneta Wuling Dragón, originada desde la Suzuki Carry).
- Wuling Hongtu - Vendida como Chevrolet N200 en Sudamérica Oriente Medio y África Del norte[21]
- Wuling Xingwang (Wuling Liuzhou LZ 110) - Mitsubishi Minicab producida con licencia entre 1977-1984, ya no construida actualmente.
- Wuling Dragón LZW 1010/6320-6360/6430
- Wuling City Breeze LZW 6370 (bajo licencia Daihatsu-Cebra)  - minifurgoneta
- Wuling Windside

MPVs

- Wuling Hongguang
  - Wuling Hongguang (Interrumpido)
  - Wuling Hongguang S Clásico
  - Wuling Hongguang S
  - Wuling Hongguang S1
  - Wuling Hongguang S3

Baojun

- Baojun Lechi
- Baojun 310
- Baojun 310W
- Baojun 330
- Baojun 360
- Baojun 610
- Baojun 630
- Baojun 510
- Baojun 530
- Baojun 560
- Baojun 730

## Operaciones
La compañía tiene un número de bases de producción. Estas incluyen una facilidad en Liuzhou, Guangxi y una planta en Qingdao, la cual fue adquirida c. 2007.

### Figuras de producción
| Año  | total en China | Wuling     | Baojun |
| ---- | -------------- | ---------- | ------ |
| 2009 | 1,000,000+     | 1,000,000+ | 0      |
| 2010 | 1,226,860.     | ?          | ?      |
| 2011 | 1,285,820      | ?          | ?      |
| 2012 | 1,445,203      | ?          | ?      |

### Exportación
Mientras la mayoría de productos de SGMW se venden sólo en China, se produce alguna exportación. En 2009, Wuling empezó a exportar sus vehículos comerciales pequeños a América Del sur, Oriente Medio y África del Norte, donde  eran vendidos bajo la marca Chevrolet de General Motors . Estas exportaciones pueden constituir  un kit con ensamblaje final solo hecho en la nación de recepción, como puede ser el caso de Egipto.
En 2010, GM y SAIC han establecido una coventura a partes iguales para exportar productos SGMW a la India.
Los mini-camiones Wuling fueron exportados en números limitados a los Estados Unidos desde 2004 a 2005. SGMW EE. UU., una compañía de Cobra Motors, importó y distribuyó los vehículos. Aquellos camiones estuvieron limitados a uso fuera de carretera (p.e. propiedad privada) y fueron principalmente vendidos como vehículos industriales y comerciales.